# Have You Ever Seen the Rain?
| Оценки критиков | Оценки критиков |
| Источник        | Оценка          |
| --------------- | --------------- |
| AllMusic        | Без оценки      |

«Have You Ever Seen the Rain?» («Ты когда-нибудь видел дождь?») — песня, написанная Джоном Фогерти. Была включена в альбом Pendulum (1970) его группы Creedence Clearwater Revival, а в 1971 году издана как сингл с него. Наиболее высокого места в хит-параде песня достигла в Канаде, где в марте 1971 года она была на 1 месте издающегося журналом RPM национального чарта синглов RPM100. В США в том же году сингл был на 8 месте «горячей сотни» журнала «Билборд» (где он был указан в списке как «Have You Ever Seen the Rain? / Hey Tonight», то есть вместе со стороной «Б» песней «Hey Tonight»), а в поп-чарте журнала Cash Box достиг 3 места. В Великобритании сингл добрался до 36 места. Это был восьмой по счёту сингл группы Creedence Clearwater Revival, достигший золотого статуса по продажам.
Некоторые предполагали, что в песне идёт речь про войну во Вьетнаме, а «дождь» — это метафора падающих с неба бомб. А Марк Деминг в своём обзоре для сайта AllMusic предполагает, что песня эта об идеализме 1960-х годов и о том, как он увял после таких событий, как фестиваль «Альтамонт» (1969) и расстрел студентов, вышедших на акцию протеста в Кентском университете (1970), и что Фогерти поёт про то, что, хотя проблемы 1960-х годов и идеи, за которые боролись в 1960-х, остались актуальными и в 1970-х, никто уже ни за что не боролся. Однако сам Фогерти говорил в своих интервью и перед исполнениями этой песни на концертах, что она о всё более и более напряженных отношениях внутри группы Creedence Clearwater Revival и о неизбежном уходе из неё его брата Тома. В одном из интервью Фогерти сказал, что песня была написана про ситуацию, сложившуюся, когда они с группой были на вершине чартов и реальность превзошла все их самые смелые мечты о славе и богатстве. Они были богаты и знамениты, но при этом почему-то все участники группы тогда были в депрессии и несчастливы. И что строчка «Have you ever seen the rain, coming down on a sunny day» («Ты когда-нибудь видел дождь, льющий в солнечный день?») именно об этом. Группа распалась в октябре следующего, 1972 года, после выхода альбома Mardi Gras.

## Кавер-версии
Песня неоднократно перепевалась. Её записывали группа Smokie, Бонни Тайлер, Род Стюарт, Джоан Джетт, Белинда Карлайл, Boney M., Ramones, The Ventures, Alpha Blondy и другие известные исполнители и группы. Версия, записанная группой Spin Doctors, вошла в саундтрек к фильму «Филадельфия».
В СССР эта песня стала известна в 1974 году, когда инструментальный ансамбль «Мелодия» под управлением Георгия Гараняна выпустил мини-альбом «Стены» (С62 04887 88), в который вошла и инструментальная версия песни Фогерти, аранжированная клавишником ансамбля Борисом Фрумкиным (на конверте альбома название композиции по-русски указано просто как «Дождь»). Позднее свои кавер-версии записали Гарик Сукачёв и рок-группа «Кипелов». В 2024 инструментальную и вокальную кавер-версии сделала российская группа Jazz Dance Orchestra.